# Torymoides iole
Torymoides iole är en stekelart som först beskrevs av Girault 1915.  Torymoides iole ingår i släktet Torymoides och familjen gallglanssteklar. Inga underarter finns listade i Catalogue of Life.